# ديفيد بيتس (سياسي)
ديفيد بيتس هو سياسي أمريكي، ولد في 21 أبريل 1941 في ميدفورد في الولايات المتحدة، وتوفي في 8 مارس 2017. نشط حزبياً في الحزب الجمهوري. وقد انتخب عضو مجلس ولاية رود آيلاند ‏.